# Théodose Achard
Pour les articles homonymes, voir Achard.
Théodose Achard (Teodosi Achard en occitan ; 1790-1866) est  un éditeur et écrivain marseillais de langue occitane.

## Biographie
Il nait à Marseille le 25 février 1790. Il est le fils de Claude-François Achard, lui-même éditeur et membre de l'académie de Marseille, qui publia un des premiers dictionnaire français/provençal (et provençal/français), en 1784 et 1785, et le frère de Joseph François Achard avec qui il dirigera l'imprimerie familiale. 
Il devient en 1808 aide secrétaire de l'académie de Marseille, poste qu'il occupera en 1833 et se lie d'amitié avec Pierre Bellot, un des plus célèbres poètes provençaux du moment. En 1823, il publie avec son frère Lo boquet provençau vò lei Trubadors reviudats (Le bouquet provençal ou les Troubadours ressuscités), ouvrage d'importance dans le cadre de la renaissance occitane du XIXe siècle à Marseille, mais qui n'eut qu'un faible succès commercial sur le moment.
C'est à l'intérieur de cet ouvrage qui rassemble les œuvres de poètes occitans du XVIIIe siècle, et du début du XIXe siècle (c'est-à-dire des poètes du moment), que Théodose Achard publie ses premières œuvres. On y trouve un conte, un poème, une fable, un "envoi", une traduction de fable, enfin, de sa main.  
Contrairement à son frère, il ne s’arrêtera pas en si bon chemin et publiera notamment, en 1841 "un jornada de Rocas-blanc", texte plein d'humour qui décrit une sortie ratée au cabanon. Cette nouvelle aura un certain succès puisqu'elle sera republié deux ans plus tard.
Enfin, Théodose continuera tout au long de sa vie à participer à la vie littéraire de Marseille, écrivant nombre de poèmes en provençal, dont le plus célèbre, "la tempesta", invoque la bonne mère, et intervenant dans plusieurs journaux : Lo Bolhabaïssa, Lo Tamborinaire et le Ménestrel, L'Abelha Provençala ou Lo Caçaire.
Il se marie en 1818 avec Joséphine Trufeau de qui il aura 8 enfants. Il meurt à Alger le 7 septembre 1866.

## Œuvres
- Lo boquet provençau vò lei Trubadors reviudats (participation), 1823.
- Una jornada au Rocas-Blanc, 1841
- Œuvres poétiques, publié par Marius Féraud